# Ломброзо, Чезаре
Ма́рко Эдзеки́я «Че́заре» Ломбро́зо (итал. Marco Ezechia «Cesare» Lombroso; 6 ноября 1835, Верона, Австрийская империя — 19 октября 1909, Турин, Италия) — итальянский психиатр, преподаватель, родоначальник антропологического направления в криминологии и уголовном праве, основной мыслью которого стала идея о прирождённом преступнике. Вклад Ломброзо в криминологическую науку заключается в изменении предмета исследования с преступления как деяния на человека — преступника, рассматриваемого сквозь призму антропологии. Ломброзо сформулировал ряд практических рекомендаций к определению патологической предрасположенности того или иного индивида к преступной деятельности по набору легко отличимых внешне дизрафических признаков. Идеи Ломброзо относительно врождённой предрасположенности к тем или иным преступлениям многократно подвергались научной критике.

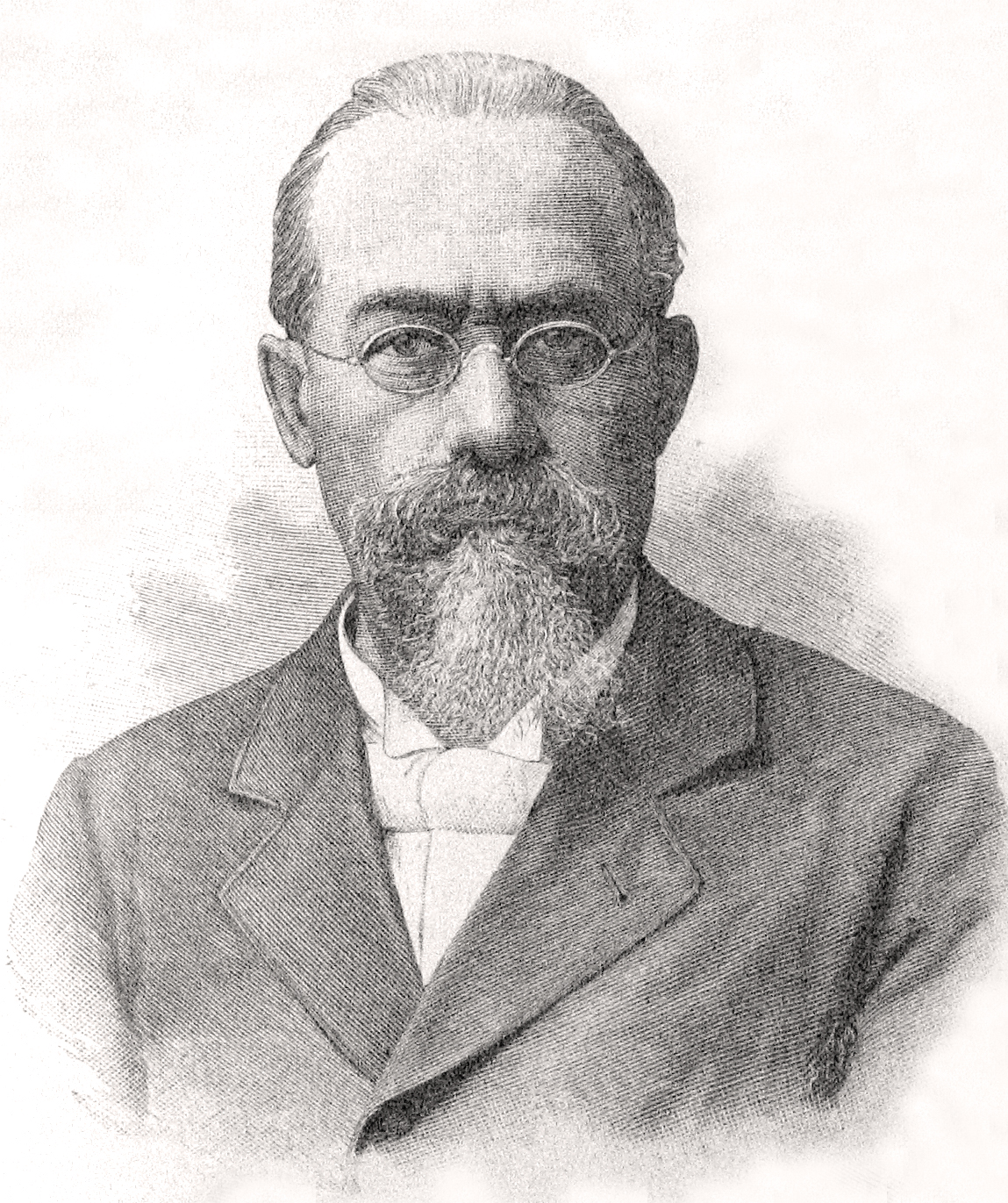
Чезаре Ломброзо

## Биография
Родился 6 ноября 1835 года в Вероне в богатой еврейской семье. Третий из шести детей Ароне Ломброзо и Дзефоры Леви. Изучал литературу, лингвистику и археологию в университетах Падуи, Вены и Парижа, но поменял свои планы и стал хирургом в армии в 1859 году. В 1866 году он был назначен приглашенным лектором в Павии, а позднее, в 1871 году, возглавил психиатрическую больницу в Пезаро. Ломброзо стал профессором судебной медицины и общественной гигиены в Туринском университете в 1876 году. В том же году он написал свою наиболее важную и влиятельную работу «L’Uomo delinquente» («Преступный человек»), выдержавшую пять изданий на итальянском языке и опубликованную на различных европейских языках.
С 1862 года профессор Павианского университета, а с 1896 года профессор психиатрии Туринского университета и уголовной антропологии (1906) в том же университете.
Умер в Турине в 1909 году.

### Семья
Дочь Паола (1871−1954) — итальянская писательница, поборница социализма и феминизма, чьи произведения посвящены преимущественно социальным вопросам и психологии детской души.
Внучка Ломброзо Нора была замужем за физиком Бруно Росси.

## Научная деятельность
Чезаре Ломброзо был последователем взглядов французского психиатра Б. О. Мореля (учение Мореля о вырождении). Основываясь на собственных выводах о биологических особенностях, и прежде всего внешних морфологических признаках (форма черепа, неправильное строение ушной раковины и пр.), по его мнению, присущих преступникам, Ломброзо утверждал, что нарушители правовых норм — люди ненормальной физической, а потому и психической организации, люди особой породы и что преступление является следствием их врождённых особенностей, результатом атавизма. Ломброзо считал преступление для таких людей неизбежным и заявлял, что наказание не может исправить их; исходя из суждения об опасности таких лиц для общества, он считал необходимым заключение на неопределённо длительные сроки и частое применение смертной казни. Людей, врождённо склонных к преступным деяниям, он называл «homo delinquent» (лат. букв. «человек несоблюдающий», либо «человек нарушающий», иногда некорректно переводится на русский как «человек виновный», также это — название его книги, изданной в 1876 г., в русском переводе — «Преступный человек») и заявлял, что такие люди подлежат уничтожению.:353
Ломброзо также выделял политические «преступления», которые тоже, по его мнению, коренятся в биологической природе преступника. Он обосновывал этот тезис утверждением, что природе нормального человека свойственна ненависть к новому — «мизонеизм», а любовь к новому («филонеизм») он считал болезнью, присущей «врожденным преступникам под влиянием аффекта — аффективным дегенератам».:353
Ломброзо разработал формулу, положенную в основу наиболее востребованной в криминологии формулы преступной пораженности. В своей формуле основатель антропологического института предлагает средние размеры антропологических признаков осужденных соотносить с количеством несовершеннолетних, употребляющих спиртные напитки. Полученный результат, умноженный на условный показатель «Е» рассматривается как частотный признак универсала. Данная формула позволяла выявить причинность преступности, которая на общем уровне всегда сводилась к длине тех или иных частей тела.

## Работы

### «Гениальность и помешательство»
В 1863 году Ломброзо издаёт свою книгу «Гениальность и помешательство» (русский перевод Г. Тетюшиновой, 1885), в которой проводит параллель между великими людьми и помешанными. Вот что пишет сам автор в предисловии книги:

Когда, много лет тому назад, находясь как бы под влиянием экстаза, во время которого мне точно в зеркале с полной очевидностью представлялись соотношения между гениальностью и помешательством, я в 12 дней написал первые главы этой книги, то, признаюсь, даже мне самому не было ясно, к каким серьёзным практическим выводам может привести созданная мною теория…
В этой книге Ломброзо делает выводы, практически ставит диагнозы величайшим представителям человечества. Все знаменитости, о которых писал Ломброзо, были мертвы к моменту написания книги и в силу этого не имели возможности опровергнуть написанное. Нет ни одного свидетельства обращения кого-либо из гениев, описанных Ломброзо в своей книге, к его врачебной помощи или личного знакомства Ломброзо с кем-нибудь из описанных им знаменитостей. Все «диагнозы» психиатр ставит заочно, основываясь исключительно на собственной доверчивости или пристрастии к различным слухам о характерах и привычках великих людей, биографии которых, по самому факту их знаменитости, обрастали всевозможными легендами. Ломброзо в предисловии ссылается на тот факт, что он написал эту книгу, «находясь как бы под влиянием экстаза», но этот факт, соответственно его же собственным теориям, выводам и наблюдениям, ставит его самого на грань превращения из психиатра в пациента.
В своей работе Ломброзо пишет о физическом сходстве гениальных людей с помешанными, о влиянии различных явлений (атмосферных, наследственности и др.) на гениальность и помешательство, приводит примеры, многочисленные свидетельства медицинского характера о наличии у ряда писателей психических отклонений, а также описывает специальные особенности гениальных людей, страдавших в то же время и помешательством.
Эти особенности заключаются в следующем:
1. Некоторые из таких людей обнаруживали неестественное, слишком раннее развитие гениальных способностей. Так, например, Ампер в 13 лет уже был хорошим математиком, а Паскаль в 10 лет придумал теорию акустики, основываясь на звуках, производимых тарелками, когда их расставляют на стол.
2. Многие из них чрезвычайно злоупотребляли наркотическими веществами и спиртными напитками. Так, Галлер поглощал громадное количество опия, а, например, Руссо — кофе.
3. Многие не чувствовали потребности работать спокойно в тиши своего кабинета, а как будто не могли усидеть на одном месте и должны были постоянно путешествовать.
4. Не менее часто меняли они также и свои профессии и специальности, точно мощный гений их не мог удовольствоваться одной какой-нибудь наукой и вполне в ней выразиться.
5. Подобные сильные, увлекающиеся умы страстно предаются науке и с жадностью берутся за разрешение труднейших вопросов, как наиболее подходящих, может быть, для их болезненно-возбужденной энергии. В каждой науке они умеют уловить новые выдающиеся черты и на основании их строят нелепые иногда выводы.
6. У всех гениев есть свой особый стиль, страстный, трепещущий, колоритный, отличающий их от других здоровых писателей и свойственный им, может быть, именно потому, что он вырабатывается под влиянием психоза. Положение это подтверждается и собственным признанием таких гениев, что все они по окончании экстаза не способны не только сочинять, но и мыслить.
7. Почти все они глубоко страдали от религиозных сомнений, которые невольно представлялись их уму, между тем как робкая совесть заставляла считать такие сомнения преступлениями. Например, Галлер писал в своем дневнике: «Боже мой! Пошли мне хотя бы одну каплю веры; разум мой верит в тебя, но сердце не разделяет этой веры — вот в чём моё преступление».
8. Главные признаки ненормальности этих великих людей выражаются уже в самом строении их устной и письменной речи, в нелогичных выводах, в нелепых противоречиях. Разве Сократ, гениальный мыслитель, предугадавший христианскую мораль и еврейский монотеизм, не был сумасшедшим, когда руководствовался в своих поступках голосом и указаниями своего воображаемого Гения или даже просто чиханьем?
9. Почти все гении придавали большое значение своим сновидениям.

В заключении своей книги Ч. Ломброзо, однако, говорит о том, что на основании вышеизложенного нельзя прийти к заключению, что гениальность вообще есть не что иное как умопомешательство. Правда, в бурной и тревожной жизни гениальных людей бывают моменты, когда эти люди представляют сходство с помешанными, и в психической деятельности тех и других есть немало общих черт — например, усиленная чувствительность, экзальтация, сменяющаяся апатией, оригинальность эстетических произведений и способность к открытиям, бессознательность творчества и сильная рассеянность, злоупотребление спиртными напитками и громадное тщеславие. Среди гениальных людей есть помешанные, и среди сумасшедших — гении. Но было и есть множество гениальных людей, у которых нельзя отыскать ни малейших признаков умопомешательства.

### «Преступный человек»
Кроме врождённых преступников, Ломброзо так же выделял случайных преступников, «преступников страсти», имбецилов с атрофированной моралью, «припадочных» или эпилептоидных преступников, а также «криминалоидов» — респектабельных преступников, стремящихся к занятию высокого положения в обществе и переписыванию законов под себя. Ломброзо выделил четыре типа преступников по преобладающему объекту преступного посягательства: душегуб, вор, насильник и жулик, то есть, 1 — склонность к насильственным преступлениям против жизни и здоровья, 2 — хищениям и другим имущественным преступлениям, 3 — преступлениям против половой свободы, 4 — мошенничеству и другим способам введения в заблуждение.

### «Женщина-преступница и проститутка»
Труд рассматривает отношение женщин к трём объектам: любви, проституции и преступности. Ломброзо приходит к выводу, что для женщины главным инстинктом является размножение, которое и определяет их поведение в течение жизни.
- Любовь
  - Любовь у животных
  - Любовь у человека
- Проституция
  - История проституции
    - Стыд и проституция у диких народов
    - Проституция у исторических народов

  - Врождённые проститутки
  - Случайные проститутки
- Преступность женщины
  - Преступность женщины
    - Преступность самок в царстве животных
    - Женская преступность у диких и примитивных народов

  - Врождённые преступницы
  - Случайные преступницы
  - Преступницы по страсти
  - Самоубийцы

## Критика
Идеи Ломброзо в течение ряда лет пользовались широкой популярностью, однако после того, как его ученики выяснили, что 63 % итальянских солдат обладают анатомическими особенностями, указывающими, согласно его теории, на преступные наклонности, популярность взглядов Ломброзо стала снижаться. В конечном счёте обследование 3000 заключённых в английских тюрьмах опровергло утверждения Ломброзо:130.
Известный австрийский и немецкий юрист-криминолог специалист в области международного права Франц фон Лист сумел доказать, что, вопреки утверждению Ломброзо, прирождённый преступник (Homo Delinquens) не существует; не существует ни «преступных мозгов», ни «черепов убийц». Как отмечал Франц фон Лист, «все попытки установления антропологических типов преступников вообще, убийц, поджигателей, фальсификаторов, насильников… мы можем оставить в стороне как методически фальшивые».
Оценивая воззрения Ломброзо, русский юрист А. Ф. Кони отметил, что он «дошел до низведения карательной деятельности государства, до охоты за человеком-зверем». Историк психиатрии Т. И. Юдин считал, что взгляды Ломброзо являются предтечей нацистских теорий о «недочеловеках» — низших расах и что Ломброзо предлагал те же методы борьбы с низшей расой — уничтожение:353.
Московский анатом профессор Д. Н. Зернов привёл доказательства, что неправильности черепов, на которые ссылался Ломброзо, не являются собственно атавистическими. В диссертации российского и советского анатома В. П. Воробьёва доказана неверность представлений Ломброзо о дегенеративном ухе:354.
В 1897 году Ломброзо посетил Льва Толстого в Ясной Поляне. Толстой так его характеризует в своем письме к А. К. Чертковой: «У нас сейчас Ломброзо, приехавший с Московского съезда, завтра уезжает. Малоинтересный человек — не полный человек» .
В книге «Оксфордское руководство по психиатрии» (Oxford Textbook of Psychiatry, т. 1, 2-е изд., 1989) профессора психиатрии М. Гельдер, Д. Гэт и Р. Мэйо, упоминая, что Ломброзо полагал, будто эпилептики совершают преступления гораздо чаще, чем неэпилептики, пришли к выводу со ссылкой на исследования, что такой тесной связи между эпилепсией и преступностью не существует:288.

## Список работ
- Ricerche sul cretinismo in Lombardia, (Gazz. Medico, Italiana, No.13, 1859) — «Исследования по кретинизму в Ломбардии»
- Genio e follia : prelezione ai corsi di antropologia e clinica psichiatrica presso la R. Universita' di Pavia. — Milano: Tipografia e Libreria di Giuseppe Chiusi, editore, 1864. — 46, [2] p. — «Гений и безумие»; в русском переводе — «Гениальность и помешательство»
 (последующее издание: Genio e follia : prelezione ai corsi di antropologia e clinica psichiatrica presso la R. Universita' di Pavia. — 3a edizione ampliata con 4 appendici: i giornali dei pazzi, una biblioteca mattoide, i crani dei grandi uomini, polemica. — Milano: U. Hoepli, 1877. — VIII, 194 p.)
  - Гениальность и помешательство: Параллель между великими людьми и помеш.: С портр. авт. … / Ц. Ломброзо; Пер. с 4 итал. изд. [и предисл.] К. Тетюшиновой. — Санкт-Петербург: Ф. Павленков, 1885. — [2], II, VIII, 351 с.
  - множество современных изданий:
    - Гениальность и помешательство / Чезаре Ломброзо; [пер. с ит. Г. Тетюшиновой]. — М.: РИПОЛ классик, 2009. — 397, [2] с. ISBN 978-5-7905-4356-2
    - Гениальность и помешательство: [перевод с итальянского] / Чезаре Ломброзо. — СПб.: Ленинградское изд-во, 2009 (СПб.: ИПК «Ленингр. изд-во»). — 364, [1] с. ISBN 978-5-9942-0238-8 (в пер.)
    - Гениальность и помешательство [Текст] / Чезаре Ломброзо. — М.: Академический проект, 2011. — 237, [1] с. — (Психологические технологии). ISBN 978-5-8291-1310-0
    - Гениальность и помешательство / Чезаре Ломброзо; [пер. с ит. Г.Тютюшиновой]. — М.: Астрель, 2012. — 348 с., ил., Серия «Psychology», 1500 экз., ISBN 978-5-271-38813-2
    - Гениальность и помешательство / Чезаре Ломброзо; [пер. с ит. Г.Тютюшиновой]. — М.: Астрель, 2012. — 352 с., ил., Серия «Наука и жизнь», 1500 экз., ISBN 978-5-271-38815-6
    - Гениальность и помешательство. От гениальности до безумия один шаг?.. [Текст] / Чезаре Ломброзо; [пер. с итал. Г. Тетюшиновой]. — Москва: РИПОЛ классик, 2011. — 397, [2] с. — (Мировой бестселлер). ISBN 978-5-386-02869-5 (в пер.)
- L’uomo bianco e l’uomo di colore. Letture sull' origine e le varietà delle razze umane. — Padova: F. Sacchetto, 1871. — 223 p. — «Белый человек и цветной человек. Чтения о происхождении и разнообразии человеческих рас»
- L’Uomo delinquente, (1876; L'uomo delinquente in rapporto all' antropologia, alla giurisprudenza ed alle discipline carcerarie : aggiuntavi La teoria della tutela penale del Prof. Avv. F. Poletti / Cesare Lombroso; Francisco Poletti. — 2 ed. — Torino: Bocca, 1878. — 746 p.) — «Преступник»; в русском переводе — «Преступный человек»
  - Преступный человек: [пер. с ит.] / Чезаре Ломброзо. — М.: Эксмо ; МИДГАРД, 2005 (СПб.: АООТ Твер. полигр. комб.). — 876, [1] с.: ил., портр., табл.; 24 см. — (Гиганты мысли). ISBN 5-699-13045-4
- L’amore nel suicidio e nel delitto, 1881. — «Любовь и помешательство»
  - Любовь у помешанных: Для врачей и юристов / Cesare Lombroso, проф. психиатрии в Турине; Пер. с итал. д-ра мед. Н. П. Лейненберга. — Одесса: тип. «Одес. новости», 1889. — 41 с.
  - Половая психопатия: (Любовь у помешанных) / Цезарь Ломброзо, проф. психиатрии в Турине; Пер. с итал. и изд. д-р мед. Н. П. Лейненберг. — 2-е рус. изд. — Одесса, 1908. — 46 с.
- L’Uomo di genio, 1888. (L'Uomo di genio in rapporto alla psichiatria, alla storia ed all'estetica. — 5a edizione del "Genio e follia", completamente mutata... [Texte imprimé]. — Torino: fratelli Bocca, 1888. — XX, 488 p.) — «Гениальный человек»
- Palimsesti del carcere; raccolta unicamente destinata agli uomini di scienza. — Torino: Bocca, 1888. — 328 p. — «Тюремная писанина, Исследование тюремных надписей»
- Il delitto politico e le rivoluzioni in rapporto al diritto, all'antropologia criminale ed alla scienza di governo / Cesare Lombroso, Anthropologe Mediziner Italien; Rodolfo Laschi. — Torino: Bocca, 1890. — 10, 555 p. — (Biblioteca antropologico-giuridica. Serie 1, vol. 9). — «Политическая преступность» в соавторстве с Родольфо Ляски
  - Политическая преступность и революция по отношению к праву, уголовной антропологии и государственной науке: В 2 ч. / Ломброзо и Ляски; В пер. К. К. Толстого. — Санкт-Петербург: С.-Петерб. коммерч. типо-лит. Виленчик, [1906]. — 255 с.
    - Политическая преступность и революция по отношению к праву, уголовной антропологии и государственной науке = Politicalcriminality and revolution with respect to law, criminal anthropology and state science: В 2 ч. / Ч. Ломброзо, Р. Ляски. — СПб.: Юрид. центр Пресс, 2003 (Акад. тип. Наука РАН). — 472 с. ISBN 5-94201-200-8
- L’anthropologie criminelle et ses récents progrès. — Paris: F. Alcan, 1890. — (Bibliothèque de Philosophie contemporaine).
  - Новейшие успехи науки о преступнике = (L’Anthropologie criminelle et ses re’cents progre’s par C. Lombroso) / Cesare Lombroso; Пер., с разреш. авт., под ред. и с предисл. магистра уголовного права Л. М. Берлина, д-р С. Л. Раппопорт. — Санкт-Петербург: Н. К. Мартынов, 1892. — [4], 160 с.
- La Donna delinquente, 1893 — «Преступница»
  - Женщина преступница и проститутка / C. Lombroso & G. Ferrero; Пер. [и предисл.] д-ра Г. И. Гордона. — Киев ; Харьков: Ф. А. Иогансон, 1897 (Киев). — [2], 478, IV, VII с.
    - Женщина преступница и проститутка: [Перевод / Ч. Ломброзо, Г. Ферреро; Предисл. В. С. Чудновского]. — Ставрополь: Изд-во Торбы, 1991. — 223,[1] с. ISBN 5-87524-002-4
    - … — АВАН-И, 1994. — 220 с. ISBN 5-87437-004-8
    - Женщина — преступница или проститутка / Чезаре Ломброзо; [пер. с ит. Г.Гордон]. — М.: Астрель, 2012. — 320 с., ил., Серия «Наука и жизнь», 1500 экз., ISBN 978-5-271-38835-4
    - Женщина — преступница или проститутка / Чезаре Ломброзо; [пер. с ит. Г.Гордон]. — М.: Астрель, 2012. — 317 с., ил., Серия «Psychology», 1500 экз., ISBN 978-5-271-38832-3
- L’origine du baiser, 1893 (La Nouvelle Revue 1893/06, A13, T83)
  - Происхождение поцелуя = (Cesare Lombroso — «L’origine du baiser»): Пер. с фр. / Цезарь Ломброзо. — Санкт-Петербург: В. Вроблевский, ценз. 1895. — 15 с.
- Le piu recenti scoperte ed applicazioni della psichiatria ed antropologia criminale /C. Lombroso. — Torino; Firenze; Palermo; Messina; Catania; Roma: Fratelli Bocca, 1893. — 431 p.
- Gli anarchici : con 2 tavole e 5 fig. nel testo. — Torino: fratelli Bocca, 1894. — 95, [1] p. — «Анархисты, исследование по криминальной психологии и социологии»
  - Анархисты: Кримин.-психол. и социол. очерк / Ц. Ломброзо; Пер. с 2 итал. доп. изд. Н. С. Житковой. — Лейпциг ; Санкт-Петербург: «Мысль» А. Миллер, 1907 (Одесса). — 138 с.
- L’Antisemitismo e le scienze moderne, 1894 — «Антисемитизм в свете современной науки»
  - Антисемитизм / Чезаре Ломброзо; Пер. с ит. Г. З.; Вместо предисл. ст. О. Я. Пергамента: «Еврейский вопрос и народная свобода». — Одесса: Трибуна, ценз. 1906. — [2], VI, 73 с.
  - Антисемитизм и современная наука / Чезаре Ломброзо; Пер. с итал. Ефрема Пархомовского. — Киев: Ф. Л. Иссерлис и К°, 1909. — 146 с.
    - … — Крафт+, 2002. — 360 с. ISBN 5-93675-038-8
- Genio e degenerazione, (Remo Sandron, Palermo), 1897. — «Гениальность и деградация»
- Le crime, causes et remédes, 1899. — «Преступление, его причины и способы искоренения»
  - Преступление / C. Lombroso; Пер. д-ра Г. И. Гордона. — Санкт-Петербург: Н. К. Мартынов, 1900. — 140 с.;
    - Преступление [Текст]; Новейшие успехи науки о преступнике; Анархисты / Чезаре Ломброзо; [предисл. В. С. Овчинский]. — Москва: ИНФРА-М, 2011. — VI, 313, [2] с.: табл.; 22. — (Библиотека криминолога). ISBN 978-5-16-001715-0

Другие издания работ на русском языке
- Безумие прежде и теперь: Пер. с ит. / Цезарь Ломброзо, проф. психиатрии в Турине. — Одесса: Н. Лейненберг, 1897. — 43 с.
- Мое посещение Толстого / Цезарь Ломброзо. — Carouge (Geneve): M. Elpidine, 1902. — [2], IV, 13 с.
- Психология поцелуя: (Cesare Lombroso — «Psycologie du baiser»): Пер. с фр. / Цезарь Ломброзо. — Санкт-Петербург: Ф. И. Митюрников, 1901. — 27 с.